# KkStB 383
Die kkStB 383.01 war eine Tenderlokomotive, die ursprünglich von den Böhmischen Commerzialbahnen stammte.
Diese zweifach gekuppelte Lokomotive wurde 1880 von der Maschinenfabrik Christian Hagans in Erfurt gebaut.
Sie hatte Innenrahmen und Außensteuerung.
Sie war für die Schleppbahn Chrasterhof–Benatek bestimmt und kam 1882 zu den Böhmischen Commerzialbahnen, deren Betrieb zu dieser Zeit die Staats-Eisenbahn-Gesellschaft (StEG) führte.
Sie trug den Namen JIČIN.
Nach der Verstaatlichung der BCB 1910 bekam das Fahrzeug die kkStB-Nummer 383.01, wurde jedoch schon 1911 ausgemustert.